# 第2日本テレビ
第2日本テレビ（だいににほんテレビ）とは、日本テレビ放送網株式会社が行っていたインターネットを利用したビデオ・オン・デマンド (VOD) 事業の名称、及びこの事業を紹介するテレビ番組の旧名称。第2日テレ（だいににってれ）とも呼ばれていた。

## 概要
日本初のテレビ局主導のインターネット動画配信サービスである。
第2日本テレビ編集長の土屋敏男曰く「第2」とは2番目という意味ではなく、地上波でやれない事をやろうとする「反・テレビ」という意味が込められている。
VODサービスは2005年10月27日深夜に開始し、連動するテレビ番組『第2日本テレビ』は10月6日から木曜深夜に放送された。
本項は、同サイトのうち登録が不要な無料番組も述べる。
2012年10月から「日テレオンデマンド ゼロ」に名称を変更した後、2013年4月1日から日テレオンデマンド（現:ジャイアンツTV）に統合された。有料サービスはさらにHuluに統合されたが、最新話限定の無料見逃し配信サービスは、日テレ無料TADA!by日テレオンデマンドとなったのち日テレ無料TADA!（にっテレタダ）として現在も残る。

## 運営体制
現在、日本テレビ放送網株式会社の編成局デジタルコンテンツセンターが所管する。

## システム
当初は有料動画配信サービスとしてスタートした。視聴者はサイト内でCMを見てポイントを貯め、そのポイントで有料コンテンツを見る。2006年4月頃から無料コンテンツが増加した。2008年10月から完全無料となり、2008年10月20日にサイトを刷新した。これまでのWMV形式からFlash形式 (Flash Media Server) の動画ファイルへ移行し、Internet Explorerでしか視聴できなかったコンテンツがmacOSやFirefoxやSafariなどのブラウザでも閲覧可能となった。

## 特徴
他の民放キー局のインターネット動画配信事業と比較すると、完全無料コンテンツ化されていることが大きな特徴である。テレビ媒体とネット媒体を連動させた広告展開で、民放、NHK含めた在京局の展開するネット動画サービスで動画再生数が多く、2009年1月と10月に単月黒字化を達成した。

## 完全無料キャンペーン
2005年12月22日22:22から2006年1月3日22:22、2006年2月2日0:00から2006年2月22日0:00の2回、完全無料キャンペーンを行い、すべてのコンテンツの映像を無料とした。

## あゆみのオススメ!
毎週木曜日深夜23:00頃からVODストリーミングで、専属女子アナウンサー中村亜裕美が第2日本テレビのオススメ映像を紹介した。

## Zassa
- 松本人志が5年振りに完成させたコント。
- 2006年6月4日に日本テレビで試写会が催され、会員100組200名が招待された。
- 2006年6月11日23:26配信開始 、210円。

スタッフ
- 出演:松本人志、板尾創路、宮川大輔
- 企画・構成:松本人志
- 構成作家:倉本美津留、高須光聖、川野将一、渡辺鐘
- 監督・プロデュース:土屋敏男
- 技術協力:ニユーテレス、FLT
- 美術協力:フジアール、東宝舞台、テレフィット、フローティングアイランドジャパン
- 制作協力:NTV映像センター（現:日テレアックスオン）

## 提供する映像
- 「第2日テレシネマコンプレックス」カンヌ国際映画祭などの映画祭の受賞作品や、世界中のクリエイターが製作したアニメーション
- 「スタジオジブリセレクトショップ」スタジオジブリが選出したアニメ映画
- 「爆発屋 岡本太郎大博覧会」岡本太郎の言葉や、「明日の神話」修復現場の様子、「Be TARO」
- 「タイムマシーン屋」過去のニュース映像
- 「電波少年&雷波少年ありマス」電波少年シリーズの映像（新作も）
- 「伊東家ランド」伊東家の食卓・裏技データベース　など
- 「ニュースピックアップ（旧：第2日本テレビ報道部）」『news every.』『NEWS ZERO』『バンキシャ!』の各種映像。
  - 「日テレNEWS24スペシャル・アーカイブ」日テレNEWS24で過去に放送された特別番組企画全編と、かつて放送されていた「闘論〜TALK BATTLE〜」の全編配信等。デイリープラネットの「ゆるキャラ大集合!」も本アーカイブに含まれる。
- 「もぐら骨董堂」みうらじゅんセレクトの「みうらじゅんモグラビューティフル」もあり
- 「第三惑星放送協会」同名テレビ番組のラジオ版
- 「モーヨン曜日占い」タイの占い師モーヨンの曜日占い（5月31日終了）
- 「テレビ屋サトーの店」“はじめてのおつかい”傑作選
- 「ドラマの殿堂」日本テレビで放送したドラマのデータ
- 「松本人志商店」松本人志による新作コントとメイキング
- 「第2日テレ女子アナ研修ハウス」専属女子アナ選考の過程や、今後の“女子アナ”研修の模様や、専属女子アナ中村による取材
- 「ズームイン!!SUPER」放送後の裏ズームインや日替わりコーナーの収録後の動画など。
- 「地球を作ろう！」旅先で撮ったビデオを投稿し、旅の投稿ビデオデータベースを作る。
- 「投稿コロシアム」オリジナルアニメや写真・動画で作った映像作品を募集。
- 「汐留モータリング倶楽部」最新の車の走行映像や、クラシックカーの映像
- 「天才!!カンパニー」同名テレビ番組の収録後のトークやOAされた映像
- 「映美くららの楽しいバレエ」日本テレビドラマ『プリマダム』で三崎レイ役として出演中の宝塚歌劇団出身の映美くららによるバレエムービー。
- 「恋愛部活」同名テレビ番組のOA未公開の映像
- 「サッカーアース」同名テレビ番組の放送終了後のオフトーク
- 「ねこちち温泉本舗」温泉ハンターが心温まる各地の温泉を紹介。中京テレビが制作に携わっている。
- 「小熊のベア部屋」本編ノーカット配信。
- 「アナウンスルーム」給湯室動画や日本テレビアナウンサーの自己紹介。

なお、事業部長である土屋の企画として、かつての『電波少年』のような芸人による体当たり企画も行われている。
- 「キユーピー3分クッキング」当日及び過去1週間の放送分動画とテーマ別に選んだ過去の動画レシピ集。
- 「読響Symphonic Live〜深夜の音楽会」読売日本交響楽団の演奏をノーカット配信。
- 「Music Lovers」番組本編で未公開だったトーク・ライブの紹介や次回予告等。
- 「箱根駅伝」過去のハイライト映像及び予選会の動画配信。
- 「中山×シューイチくん」日曜朝の情報番組である「シューイチ」MCの中山秀征と番組のキャラクターであるシューイチくん、そして番組キャストによるオフトーク。
- 「日テレeスポーツ」eスポーツジャパンカップの模様を各試合ごとに放送。
- 「買キング（バイキング）」同名番組の全編配信。

一部のミニ番組は、CMを除いて（SUBARU Dramatic CinemaはCMも含む）全編配信されている。配信されている番組は以下の通り。
- 「ママモコモてれび」
- 「世界にひとつ、の家」
- 「いのちのいろいろ」
- 「ニッポン創造 TEAM FOR JAPAN」
- 「SUBARU Dramatic Cinema～人生を変えた１本の映画～」

## 専属女子アナ（学生アルバイト）
- 第2日本テレビは本気でアナウンサーになりたい女子大生を、約3か月限定アルバイトで専属女子アナとして採用した。
- 専属女子アナは毎回最終候補の中からネット投票で選ばれたが、土屋が独断で選ぶこともあった。
- 専属女子アナは『Oha!4 NEWS LIVE』に「Oha!4 JD」として出演した。
  - 第1期アナウンサー「中村亜裕美」（専属女子アナ卒業後TBSニュースバードのキャスターを務める）
  - 第2期アナウンサー「小谷静香」
  - 第3期アナウンサー「野口恵」（西日本放送アナウンサーを経て、現：フリーアナ）
  - 第4期アナウンサー「中村萌子」（元：ウェザーニューズ「おは天」キャスター）
  - 第4.5期アナウンサー「堰八紗也佳」（現：北海道放送アナウンサー 第4期の最終候補で、体重10kgの減量を条件に1か月限定で採用。）
  - 第5期アナウンサー「渡辺理奈恵」（元：四国放送アナウンサー）
  - 第6期アナウンサー「網野真弓」
  - 第7期アナウンサー「菅緑」（当時tvk『みんなが出るテレビ』女子大生レポーターと並行して出演。土屋が履歴書を一番遠くに飛ばして採用された。）
  - 第8期アナウンサー「渡部真希子」

## テレビ番組
- 地上波の基本放送時間は木曜深夜25:29 - 25:44（金曜日未明）に生放送。
- 土屋VOD事業部長とゲスト1名（2名の時もあり）が配信内容企画についてトークを繰り広げる。
- 日本テレビや電波少年シリーズのゆかりの人々がゲストに登場。第1回目のゲストは松本人志で、地上波で実現出来ないコントを制作し配信する。
- 番組終了直後から数十分程度、VODで同じ出演者によるストリーミング放送がある。会員はサイト内の「交番」でトークダイジェストが見られる。
- 第012回2005年12月22日放送、「あの企画はどうなった?SP」2005年12月28日放送は30分放送だった。
- 「あの企画はどうなった?SP」2005年12月28日放送のみ、水曜深夜に放送した。
- 第014回2006年1月12日放送から第024回2006年3月23日放送までスタジオから生放送した。
- 第026回2006年4月6日放送のストリーミング放送で次週放送分の収録を行う、第2日本テレビで初の試み）。
- 第027回（2006年4月13日放送）は初の録画放送（ストリーミングも休みとなった）。
- 第035回2006年6月8日放送は初のロケを行う。ゲストの家に訪れて、会員になるように説得する。
- 2006年9月28日放送分をもって地上波放送は終了。10月からの関連番組は水曜深夜の「でじたるのバカ2（バカバカ）」である。

### レギュラー出演者
- 土屋敏男 - 暫定司会者
- 雨宮秀彦 - 暫定副司会者
- 脊山麻理子 - 決定アシスタント、元暫定専属女子アナ
- 中村亜裕美 - 第2日本テレビ専属女子アナ。会員からの投票により第1期専属女子アナへ。第025回から第044回までレギュラー出演。
- 小谷静香 - 第2日本テレビ専属女子アナ。会員からの投票により第2期専属女子アナへ。第042回からレギュラー出演。最終回では、ゲストとして出演した。
- 古閑陽子 - 脊山が第005回、第006回に休んだため、代理で出演。